# Racek australský
Racek australský (Chroicocephalus novaehollandiae) je malým až středně velkým australským druhem racka z rodu Chroicocephalus. Dříve k němu byly jako poddruhy řazeny dnes samostatné druhy racek rudozobý (Larus bulleri) a racek kapský (Larus hartlaubii).

## Popis
Dospělí ptáci mají bílou hlavu, tělo a ocas, světle šedý hřbet a světle šedá křídla s černou špičkou a bílými skvrnami u špičky krajních tří letek. Zobák a nohy jsou tmavě červené. Mladí ptáci mají hnědé křídelní krovky, tmavé skvrny na loketních letkách a černou pásku na konci ocasu. Rovněž rozsah tmavé kresby špičky křídla je větší.

## Výskyt
Hnízdí v severní i jižní Austrálii, Tasmánii a na Nové Kaledonii. Po vyhnízdění se rozptylují v oblasti hnízdění.

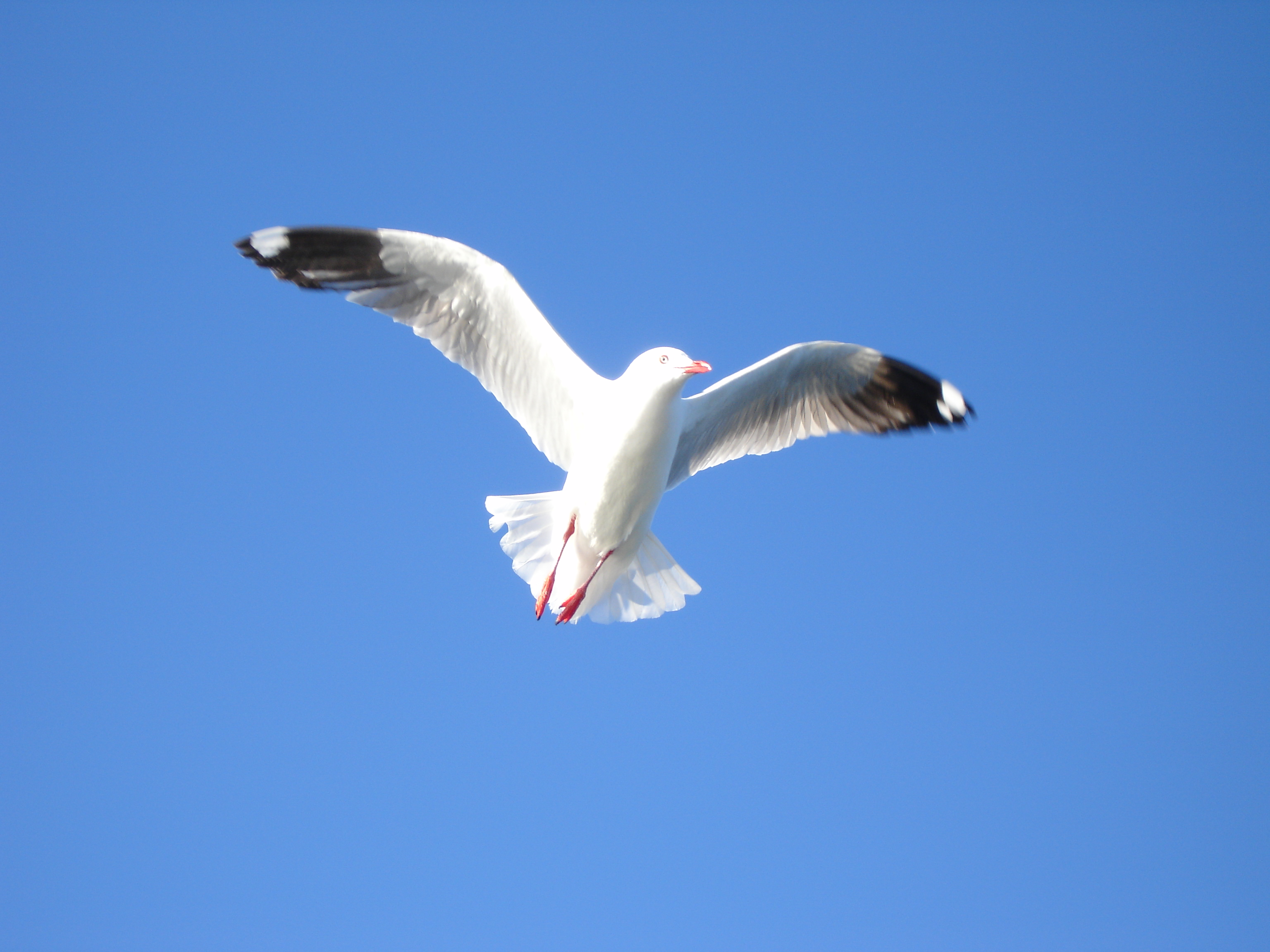
Dospělý pták s dobře patrnou kresbou křídla
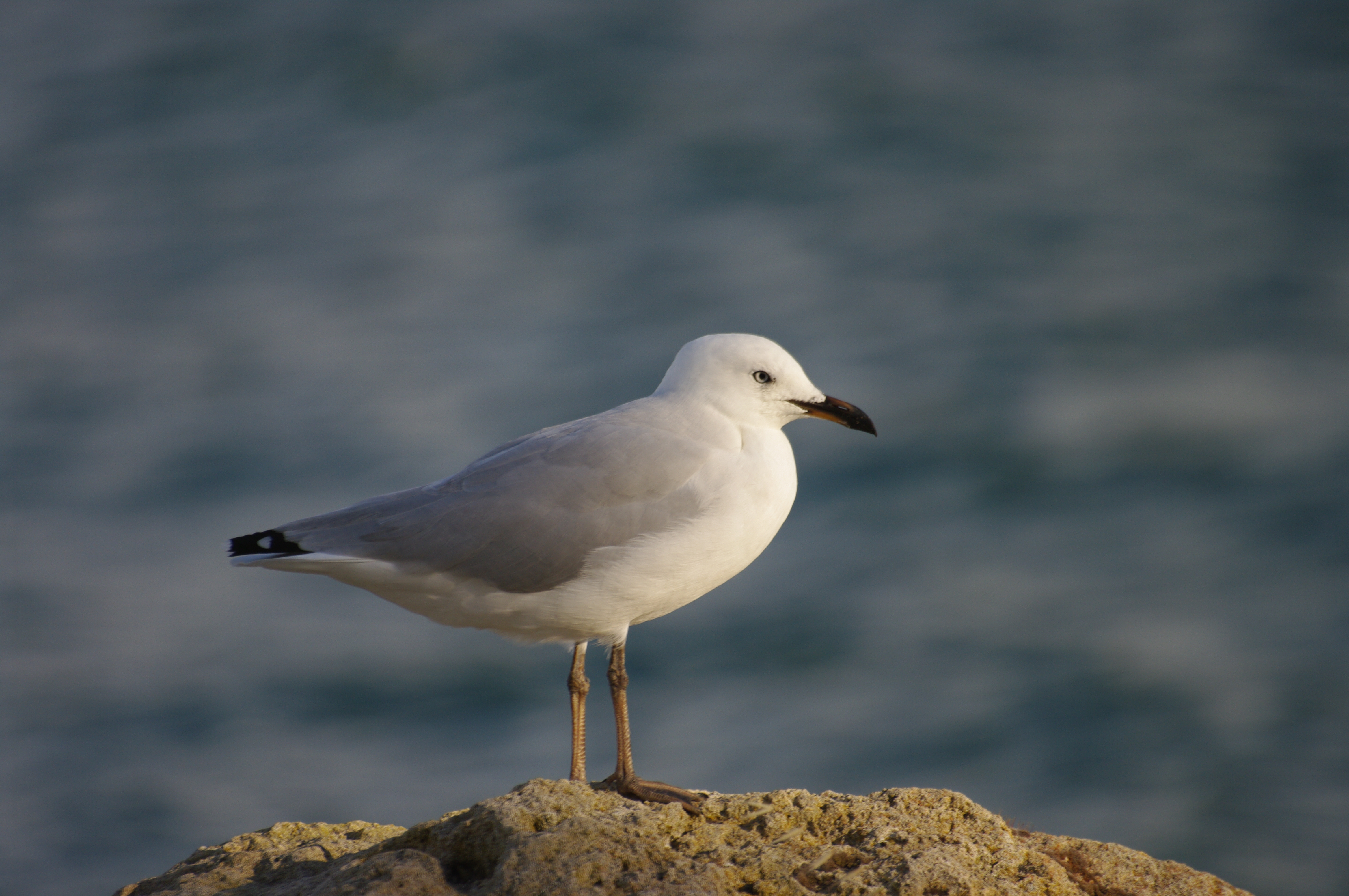
Dospělý pták
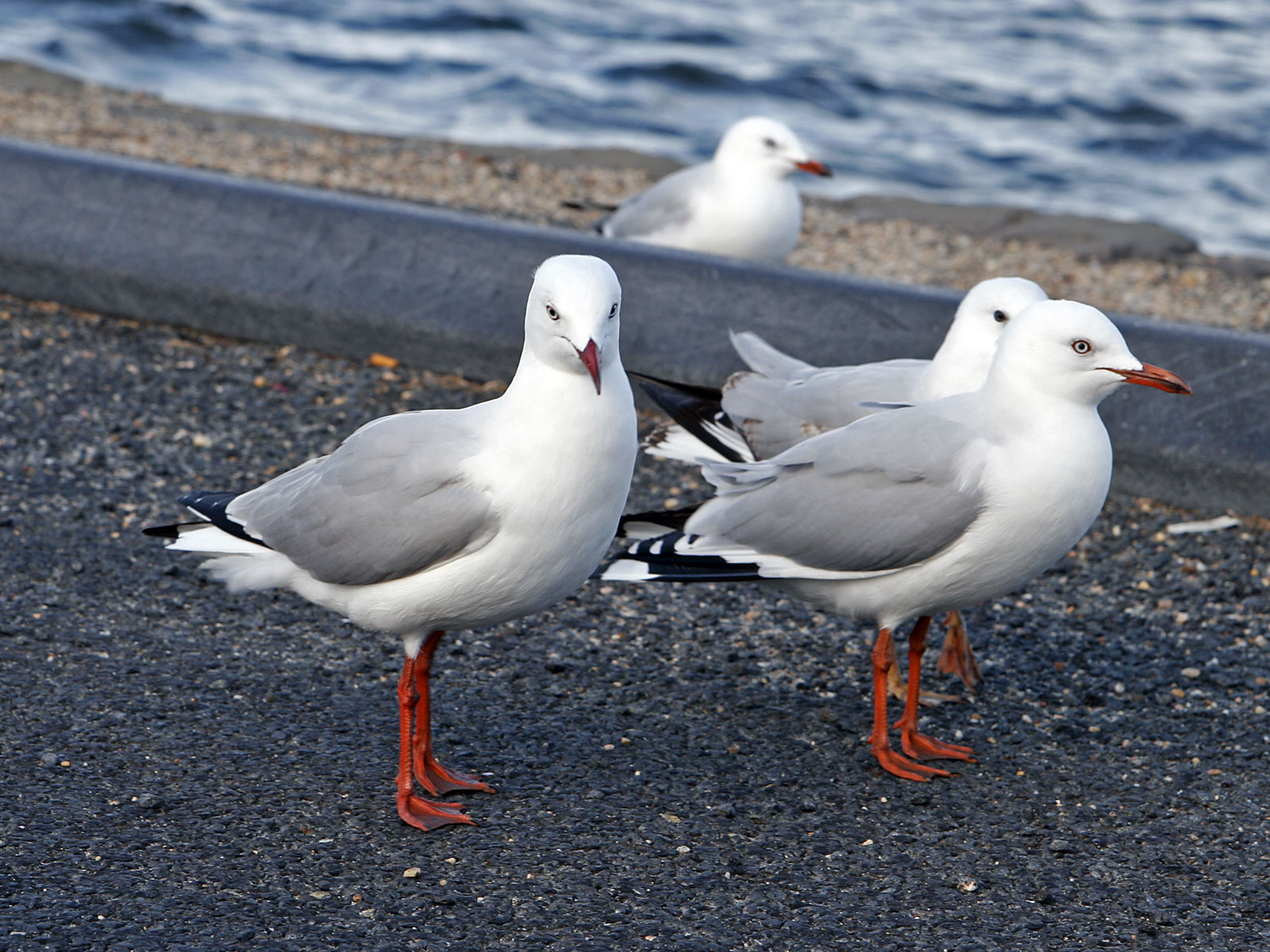
Skupinka dospělých ptáků
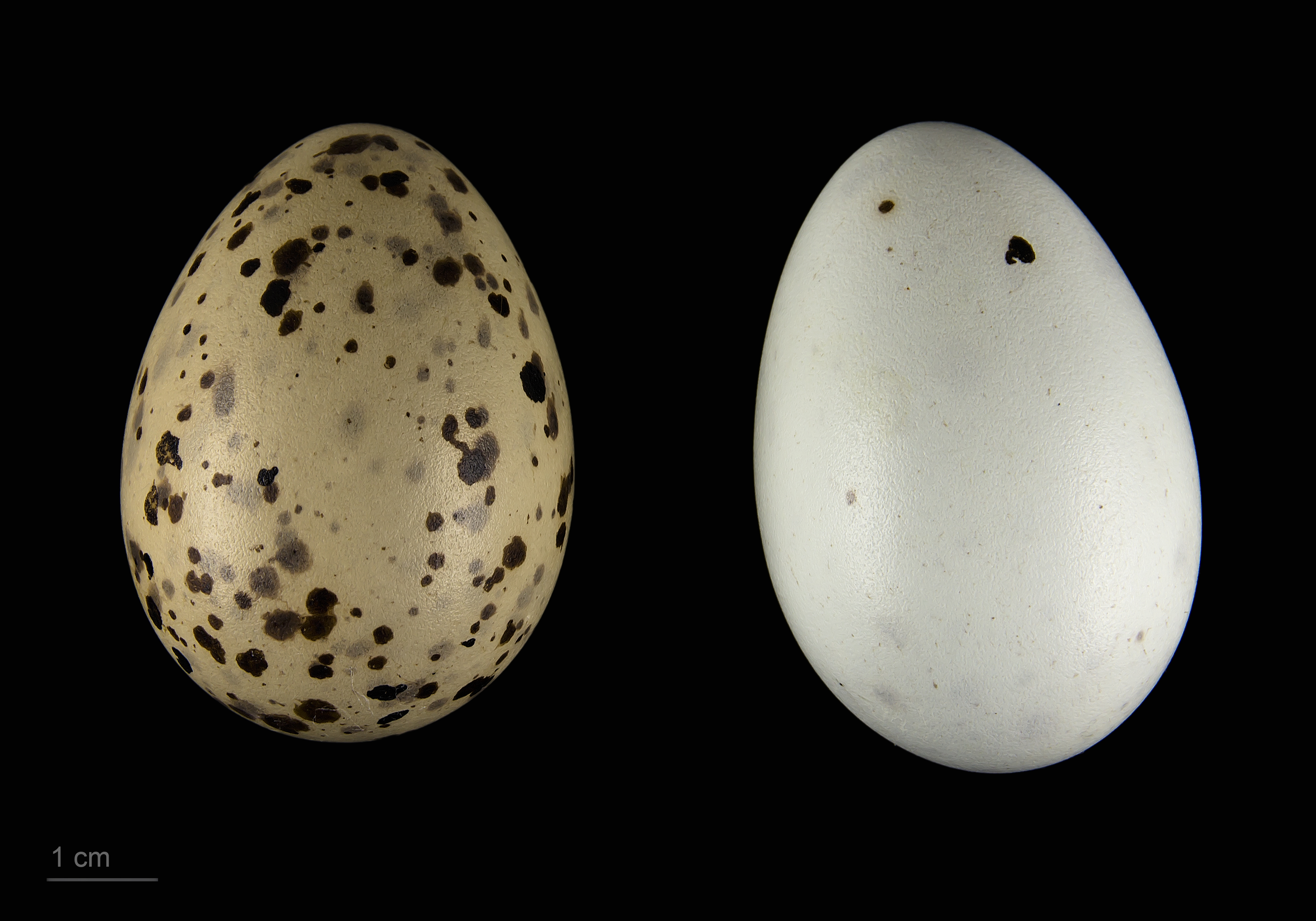
Museum specimen